# Завод сульфатної кислоти в Більбао (Баракальдо)
Завод сульфатної кислоти в Більбао (Баракальдо) – колишній виробничий майданчик у іспанському місті Більбао, що знаходився в районі Баракальдо.
В 1970-х роках компанія з виробництва добрив Sefanitro зазнала невдачі з проектом розширення свого заводу в Більбао, що мало суттєвий вплив на її діяльність. Зокрема, частину виробничого майданчику Sefanitro передали для спорудження заводу сульфатної кислоти компанії «Rontealde, SA», створеної в 1978-му компаніями:
- Indumetal, що займалась продукуванням кольорових металів (зокрема, на запущеному в Більбао у 1987 році заводі з вилучення цинку та свинцю із пилу електродугових печей);
- Derivados del Flúor, яка була власником заводу фторної хімії в Онтоні, що використовував сульфатну кислоту для базового процесу розкладу флюориту;
- Metalquimica del Nervión, що володіла цинковим заводом у Більбао, технологія якого була заснована на обробці сировини сульфатною кислотою;
- San Telmo Ibérica Minera, належні якій рудники на півдні Іспанії виробляли пірит – сировину для отримання сульфатної кислоти;
- Sefanitro (можливо відзначити, що Rontealde та Sefanitro спільно використовували інфраструктурні об’єкти, такі як портові та залізничні потужності).
Хоча будівництво заводу активно велось вже в другій половині 1970-х (так, його головний димар заввишки 74 метра звели в 1979-му), проте швидкому запуску перешкоджали все ті ж протести з природоохоронним підгрунтям. Нарешті, в 1987-му завод ввели в експлуатацію, при цьому його річна потужність становила 300 тисяч тонн сульфатної кислоти.
В 1993-му Indumetal унаслідок злиття стала частиною компанії Befesa, яка у підсумку отримала провідну роль в контролі над заводом кислоти в Більбао через компанію Befesa Desulfuración. В подальшому контроль над Befesa Desulfuración зосередився у концерну Abengoa (станом на початок 2010-х володів 88% участі в Befesa Desulfuración). 
В 1995-му завод перейшов на більш сучасний технологічний процес, що передбачав заміну спалювання піритів на спалювання сірки, яку, з огляду на посилення екологічних вимог, у все зростаючих обсягах отримували під час очистки вуглеводнів.  Відомо, що в 2004-му було спожито 104 тисячі тонн сірки, що дало можливість випустити 320 тисяч тонн кислоти та згенерувати 79 млн кВт-год електроенергії (за рахунок утилізації тепла від спалювання сировини).
Втім, діяльність розташованого в центрі міста майданчику добігала завершення. В 2011-му Befesa Desulfuración запустила новий завод сульфатної кислоти в порту Більбао, що дозволило зупинити виробничу діяльність в Баракальдо. Ще в 2008-му майданчик старого заводу продали компанії зі сфери нерухомості, а в 2011-му узялись за знесення споруд.